# Вера-Круз (Індіана)
Вера-Круз (англ. Vera Cruz) — місто (англ. town) в США, в окрузі Веллс штату Індіана. Населення — 72 особи (2020).

## Географія
Вера-Круз розташована за координатами 40°42′5″ пн. ш. 85°4′47″ зх. д. / 40.70139° пн. ш. 85.07972° зх. д. (40.701412, -85.079744).  За даними Бюро перепису населення США в 2010 році місто мало площу 0,26 км², з яких 0,26 км² — суходіл та 0,00 км² — водойми.

## Демографія
Згідно з переписом 2010 року, у місті мешкало 80 осіб у 31 домогосподарстві у складі 24 родин. Густота населення становила 302 особи/км².  Було 32 помешкання (121/км²).
Расовий склад населення:
| - 93,8 % — білих - 5,0 % — осіб інших рас |

До двох чи більше рас належало 1,3 %. Частка іспаномовних становила 5,0 % від усіх жителів.
За віковим діапазоном населення розподілялося таким чином: 27,5 % — особи молодші 18 років, 62,5 % — особи у віці 18—64 років, 10,0 % — особи у віці 65 років та старші. Медіана віку мешканця становила 28,0 року. На 100 осіб жіночої статі у місті припадало 100,0 чоловіків;  на 100 жінок у віці від 18 років та старших — 123,1 чоловіків також старших 18 років.
Середній дохід на одне домашнє господарство  становив 44 479 доларів США (медіана — 37 083), а середній дохід на одну сім'ю — 50 065 доларів (медіана — 40 625). За межею бідності перебувало 24,3 % осіб, у тому числі 38,5 % дітей у віці до 18 років та 30,8 % осіб у віці 65 років та старших.
Цивільне працевлаштоване населення становило 47 осіб. Основні галузі зайнятості: виробництво — 36,2 %, освіта, охорона здоров'я та соціальна допомога — 23,4 %, роздрібна торгівля — 14,9 %, сільське господарство, лісництво, риболовля — 10,6 %.